# كعكة الأناناس
كعكة الأناناس (بالصينية: 菠蘿包، بالسيدني لاو: boh1loh4baau1) هي نوع من أنواع الكعك الحلو التي تحظى بشعبية كبيرة في هونغ كونغ، كما أنها شائعة في الحي الصيني في جميع أنحاء العالم. على الرغم من الاسم إلا أنها لا يحتوي عادة على الأناناس، يشير الاسم إلى مظهر الطبقة المميزة التي تشبه نسيج الأناناس.

## التاريخ
في يونيو 2014 أدرجت حكومة هونغ كونغ كعكة الأناناس كجزء من التراث الثقافي غير المادي في هونغ كونغ. يعود أقدم مخبز لكعك الأناناس إلى مخبز تاي تونج في يوين لونغ، والذي كان يعد كعك الأناناس قبل أكثر من 70 عامًا، وكان هذا المخبز من الداعين الرئيسيين لإدراج صناعة الكعك على قائمة 480 عنصرًا من التراث الحي لهونغ كونغ.

## المكونات
يتكون الجزء العلوي من كعكة الأناناس ويقصد به الجزء المصنوع ليكون شبيه بالأناناس، من عجين مماثل لتلك المستخدمة لصنع بسكويت السكر، والذي يتكون من السكر والبيض والدقيق والدهن. يكون عادةً طري وحلو جدًا مقارنة بالخبز الذي تحته. عجينة الخبز السفلى هي نفس تلك المستخدمة في الخبز الغربي على الطريقة الصينية، وهي عجين أكثر نعومة وحلاوة من الخبز الغربي. كعك الأناناس يحظى بشعبية في وجبة الإفطار أو الشاي بعد الظهر.
على الرغم من أنها معروفة باسم كعكة الأناناس، إلا أن الكعكة التقليدية لا تحتوي على أناناس. نشأ الاسم من حقيقة أن قشرته العليا السكرية يتم طهيها حتى تتحول إلى اللون البني الذهبي، ولأنها تشبه قشر الأناناس.

## إضافة الزبدة
العديد من مطاعم هونغ كونغ مثل تشا تشان تنغس وداي باى دونغ، تقدم خبز يسمى كعكة الأناناس بالزبدة، وهي كعكة الأناناس مع قطعة من الزبدة محشوة بالداخل. هي معروفة في الكانتونية باسم بوه لوه ياو، حيث تعني بوه لوه «الأناناس»، ويشير اسم ياو إلى الزبدة. في بعض الأحيان يقوم المخابز باستخدام الكسترد بدلا من الزبدة.
عادة يتم تحضير الكعكة الساخنة من الفرن إلى طاولة العشاء، ويكون مشبع بشريحة كبيرة من الزبدة بين نصفي الكعكة. ينتقد هذا الشكل من كعكة الأناناس البعض لاحتواءه على الكثير من الدهون والكولسترول.

## التغيرات الشائعة
تأتي كعكة الأناناس بأحجام مصغرة، ويمكن استخدامها كلفائف الخبز للسندويشات مع اللحم في وجبة الغداء، أو قد تكون محشوة مسبقًا بعجينة الفاصوليا الحمراء، أو محشوة بكريم الكاسترد، ولحم الخنزير المشوي، أو أن تكون مليئة بالحلو مع جوز الهند المبشور مثل ذلك في كعكة الكوكتيل. من الممكن طلب «كعكة أناناس أناناس» وهي المحشوة فعليًا بالأناناس. في اختلاف التسمية عن عدم وجود الأناناس يفسر البعض أنه من المحتمل جدًا أن يكون ذلك ناتجًا عن سوء تفسير الاسم من قِبل الخبازين غير المحليين.
يعتبر الميلون الياباني وخبز السوبورو الكوري، من المتغيرات التي تستخدم نفس المكونات في تركيبة تشبه الستراتيل الألمانية في الأعلى ولكن بدون تشابه مع الأناناس.

## في الثقافة العامة
- ماكدول: هو الشخصية الرئيسية في فيلم الرسوم المتحركة في هونغ كونغ ماكدول الأمير دي لا بون، غالبًا ما يشاهد مع كعكة الأناناس، حيث أن الاسم الصيني للفيلم هو (菠蘿 油 王子) وتعني أمير كعكة الأناناس بون مع الزبدة.[6]
- في عام 2005 تم ترشيح «كعكة الأناناس» على أن تكون اسم إعصار، ولكن تم رفض هذا المقترح لأن مدير مرصد هونج كونج ذكر أن التقارير الإخبارية المتعلقة بالإعصار ستبدو غير منطقية.[7]

### جدل
في سبتمبر 2014 وجدت دووريات تفتيش تابعة لشرطة هونغ كونغ، أن العديد من الموردين بما فيهم ستاربكس وإليفن سفين وكوفي إكسبرس كانوا يبيعون كعك الأناناس المصنوع من الزيوت الملوثة، والمعروفة في شرق آسيا باسم «زيت الفضلات»، ورد هذا الزيت من مصنع غير مرخص في تايوان. تم إعادة تدوير هذا الزيت من نفايات المطبخ، فضلاً عن كونه منتجًا ثانويًا للمعالجة من الجلود والمسالخ.